# Geranium caucense
Geranium caucense là một loài thực vật có hoa trong họ Mỏ hạc. Loài này được R.Knuth mô tả khoa học đầu tiên năm 1930.